# Provincia di Cibitoke
La provincia di Cibitoke è una delle 18 province del Burundi con 460 435 abitanti (censimento 2008). Prende il nome dal suo capoluogo Cibitoke.

## Geografia antropica

### Suddivisioni amministrative
La provincia è suddivisa in 6 comuni:
- Buganda
- Bukinanyana
- Mabayi
- Mugina
- Murwi
- Rugombo

## Codici
- Codice HASC: BI.CI
- Codice ISO 3166-2: CI
- Codice FIPS PUB 10-4: BY12